# Bill Pecota
William Joseph Pecota (né le 16 février 1960 à Redwood City, Californie, États-Unis) est un ancien joueur d'utilité de la Ligue majeure de baseball qui évolue de 1986 à 1994 pour les Royals de Kansas City, les Mets de New York et les Braves d'Atlanta.

## Carrière
Bill Pecota est sélectionné par les Royals de Kansas City au 10e tour du repêchage amateur de janvier 1981. Il fait ses débuts dans le baseball majeur le 19 septembre 1986 avec Kansas City, le club pour lequel il évolue jusqu'à la fin de la saison 1991. 
Le 11 décembre 1991, les Royals l'échangent aux Mets de New York avec le lanceur étoile Bret Saberhagen en retour du voltigeur Kevin McReynolds et des joueurs d'utilité Gregg Jefferies et Keith Miller. Après avoir joué la saison 1992 à New York, Pecota rejoint les Braves d'Atlanta pour les deux campagnes suivantes. Il joue son dernier match le 11 août 1994.
Pecota, un joueur d'utilité, est notable pour avoir joué à toutes les positions sur un terrain de baseball, en plus d'avoir été aligné 10 matchs comme frappeur désigné. En carrière, il joue 272 fois au troisième but, 177 fois à l'arrêt-court, 157 fois au deuxième but, 33 fois au champ extérieur (13 matchs au champ gauche, deux au champ centre et 19 au champ droit), 28 fois au poste de premier but, une fois comme receveur et même deux fois comme lanceur. À l'attaque, sa moyenne au bâton en carrière se chiffre à ,249 et sa moyenne de présence sur les buts s'élève à ,323. Il compte 380 coups sûrs dont 22 circuits, 223 points marqués, 148 points produits et 52 buts volés. Essentiellement réserviste, il est surnommé I-29 par ses coéquipiers des Royals de Kansas City pour ses nombreux renvois aux ligues mineures et rappels subséquents avec le grand club : le sobriquet vient de l'Interstate 29 (ou I-29), l'autoroute qui relie Kansas City et Omaha, où est basé le club-école des Royals.
Pecota joue en moyenne 85 matchs par saison et jamais plus que les 125 disputés pour Kansas City en 1991. Cette année-là, sa moyenne au bâton s'élève à un record personnel de ,286 et il récolte 45 points produits, marque 53 fois et 6 de ses 114 coups sûrs sont des circuits. À sa seule année à New York en 1992, il est aligné dans 117 rencontres mais ne frappe que pour ,227 de moyenne au bâton. Il participe à 4 matchs de séries éliminatoires avec Atlanta en 1993 et récolte un coup sûr et un but-sur-balles en 4 passages au bâton, en plus de marquer un point. Il lance deux manches en relève pour les Royals en 1991 et une pour les Mets en 1992, accordant au total deux points mérités.
PECOTA (pour Player Empirical Comparison and Optimization Test Algorith), le système de prédictions des résultats et performances des joueurs de baseball développé par Nate Silver, est le rétroacronyme de Bill Pecota,,.